# Зелёна-Гура (станция)
Зелёна-Гура (пол. Zielona Góra) — узловая пассажирская и грузовая железнодорожная станция в городе Зелёна-Гура, в Любушском воеводстве Польши. Имеет 3 платформы и 4 пути. Относится по классификации к категории C, т.е. обслуживает от 300 тысяч до 1 миллиона пассажиров ежегодно.
Станция была построена в 1871 году, когда город Зелёна-Гура (нем. Grünberg) был в составе Германской империи.  Теперь существующее здание вокзала построили в 60-х годах XX столетия.